# Harpactea martensi
Harpactea martensi là một loài nhện trong họ Dysderidae.
Loài này thuộc chi Harpactea. Harpactea martensi được miêu tả năm 1991 bởi Dunin.